# Волингфорд (Конектикат)
Волингфорд (енгл. Wallingford) насељено је место без административног статуса у америчкој савезној држави Конектикат.

## Демографија
По попису из 2010. године број становника је 18.209, што је 700 (4,0%) становника више него 2000. године.
| Група             | 2000.          | 2010.          |
| Белци             | 15.292 (87,3%) | 14.417 (79,2%) |
| Афроамериканци    | 209 (1,2%)     | 348 (1,9%)     |
| Азијати           | 382 (2,2%)     | 612 (3,4%)     |
| Хиспаноамериканци | 1.403 (8,0%)   | 2.610 (14,3%)  |
| Укупно            | 17.509         | 18.209         |